# Senderk
Senderk (persisch دهستان سندرك) ist ein Dehestan (Gemeinde) im gleichnamigen Bachsch (Kreis) Senderk im Schahrestan (Verwaltungsbezirk) Minab der Provinz Hormozgan, Iran. Die Gemeinde hat 31 Dörfer. Bei der Volkszählung im Jahr 2006 lebten dort 9871 Einwohner, die sich auf 2095 Familien aufteilten.
Koordinaten: 26° 51′ N, 57° 18′ O